# Freeport (Maine)
Pour les articles homonymes, voir Freeport.
Freeport est une municipalité américaine située sur la baie de Casco dans le comté de Cumberland dans l'État du Maine.

## Géographie
Freeport est située sur la côte Atlantique du Maine, en Nouvelle-Angleterre. Elle accueille notamment sur son territoire le Désert du Maine et le parc d'État de Wolfe's Neck Woods (en), qui comprend forêts et marais au bord de l'océan.

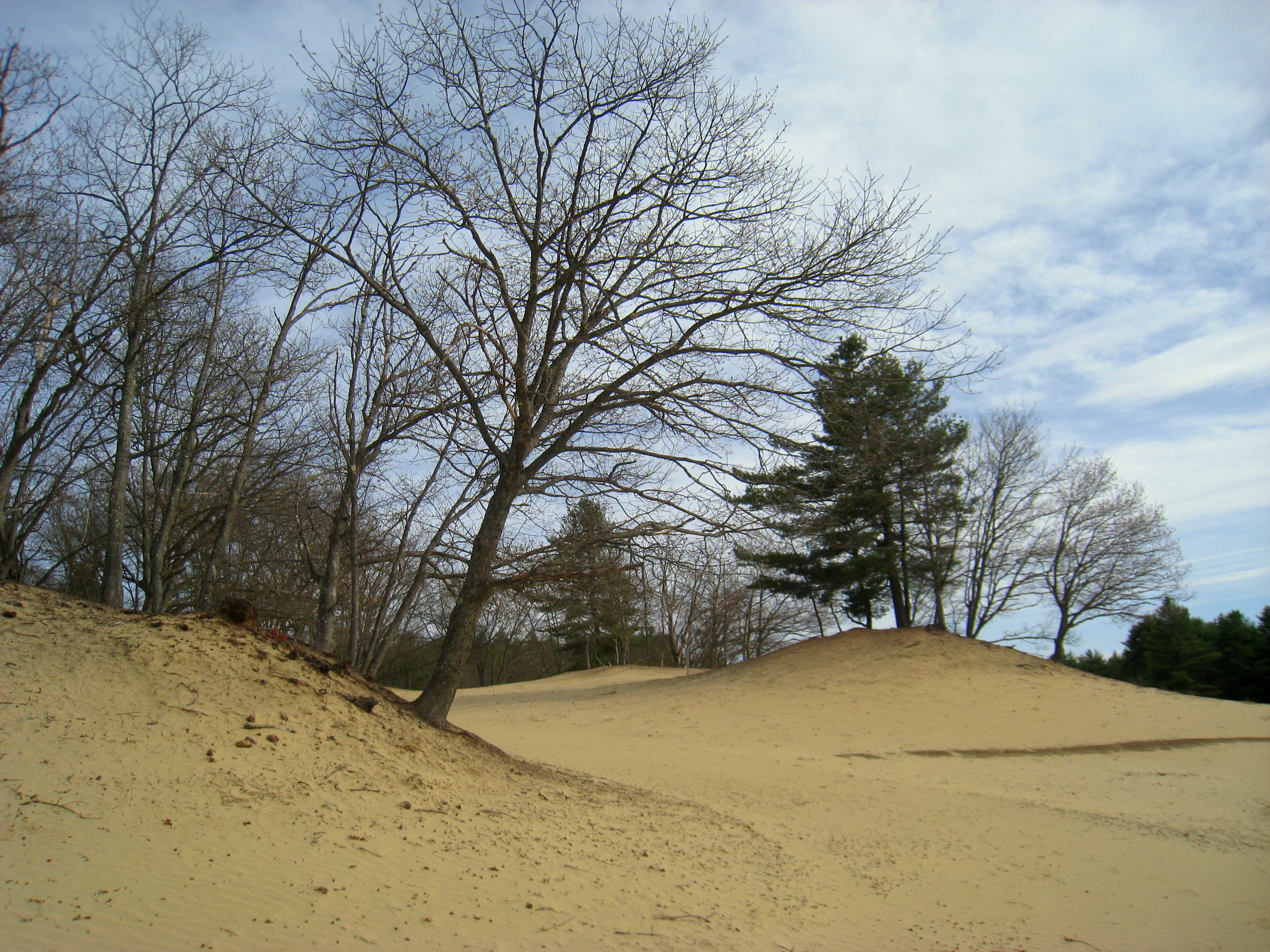
Le désert du Maine.
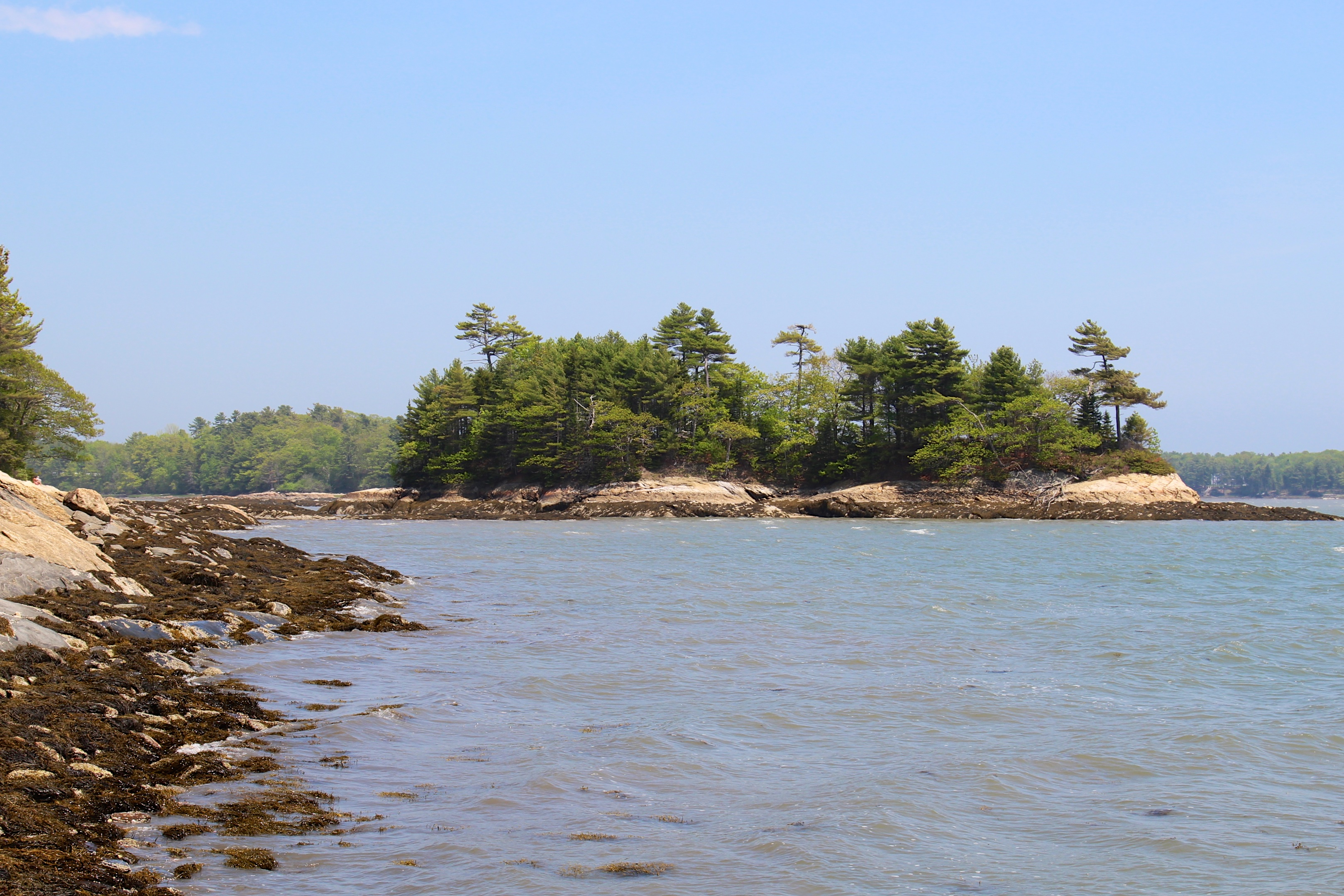
Le parc de Wolfe's Neck Woods.
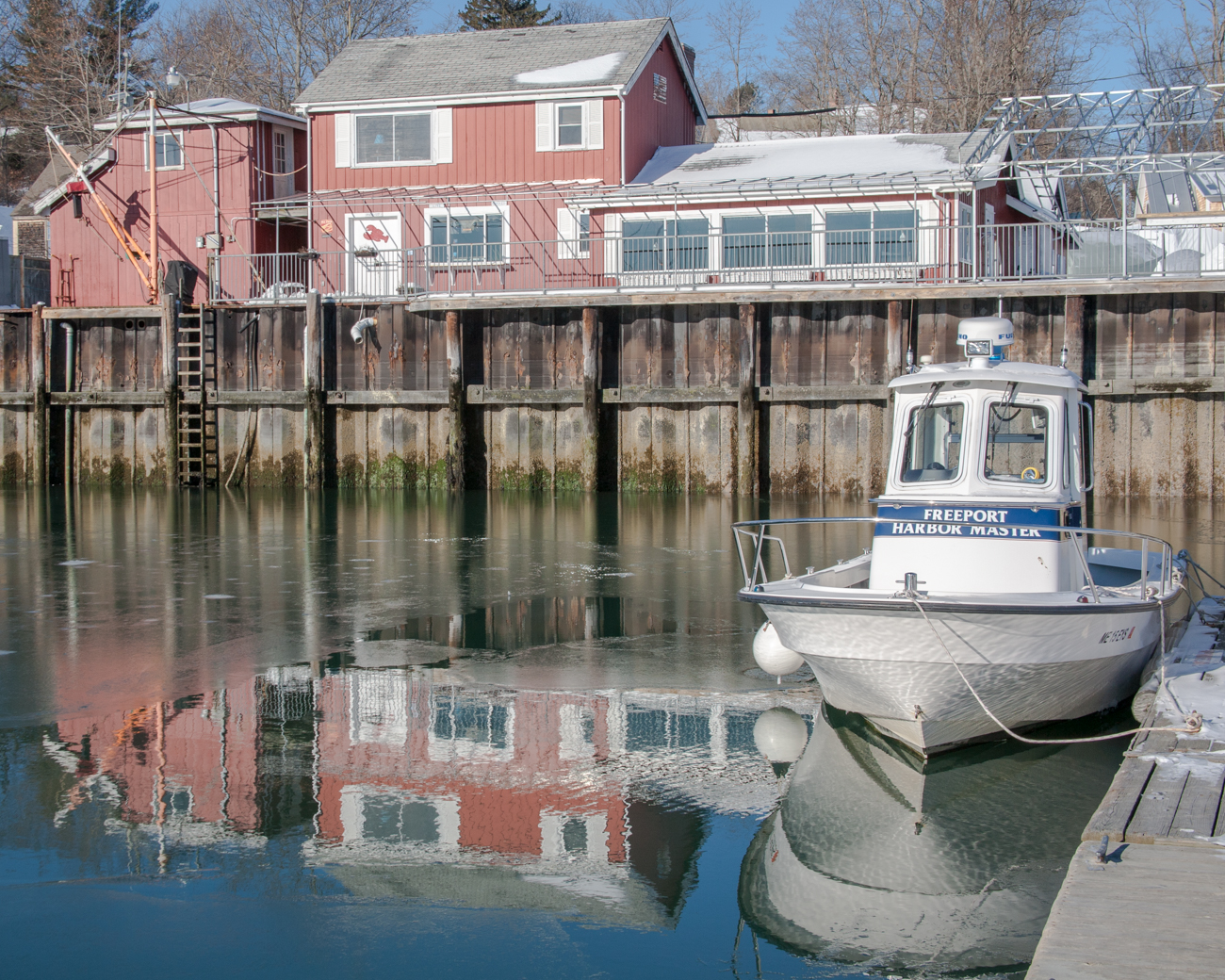
Le port de Freeport.

| Pownal                 | Durham           | Brunswick        |
| North Yarmouth, Pownal | Freeport         | Brunswick        |
| Yarmouth               | Océan Atlantique | Océan Atlantique |

## Histoire

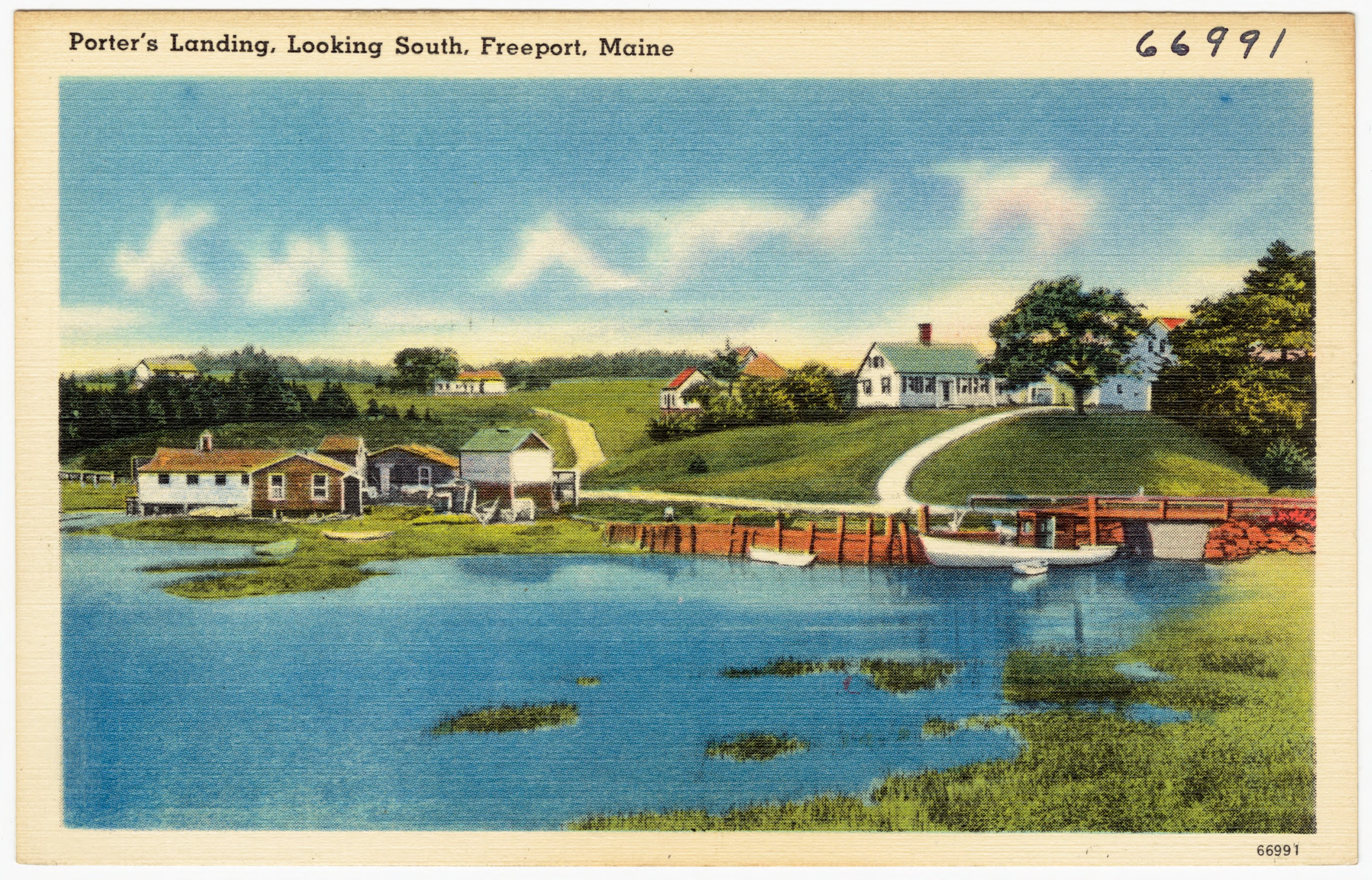
Carte postale de Porter's Landing des années 1930-40.

Les premiers colons s'implantent sur la côte de Freeport, sur les sites actuels de Mast Landing, Porter's Landing et South Freeport, où il se consacrent à la pêche, la production de sel et la construction navale. À la fin du XVIIIe siècle, lorsqu'une route pour diligences est construite entre Yarmouth et Brunswick, le centre actuel de Freeport se développe autour de la Main Street (sous le nom de Freeport Corner).
Freeport — jusqu'alors connue comme Harraseeket — devient une municipalité indépendante de North Yarmouth en 1789. Une partie de son territoire devient à son tour indépendant en 1808, formant la municipalité de Pownal.
Dans les années 1850, les villages côtiers de Freeport — en particulier South Freeport — connaissent un boom économique grâce à la construction navale en bois, une activité qui perdure jusqu'aux années 1930. Dans les années 1880, c'est le nouveau centre de Freeport qui s'industrialise.

## Patrimoine
Freeport compte plusieurs sites inscrits au Registre national des lieux historiques.
Le district historique  de Harraseeket inclut les villages de Mast Landing, Porter's Landing et South Freeport ainsi que plusieurs sites autour de la rivière Harraseeket. South Freeport comprend principalement des bâtiments de style Greek Revival, datant du boom de la construction navale au milieu du XVIIIe siècle. Mast Landing comporte plusieurs maisons de la première moitié du XIXe siècle, dans un style vernaculaire de la côte du Maine. Porter's Landing comprend plutôt des demeures de la fin du XVIIIe siècle au lieu du XIXe siècle.
Le district  de Harraseeket inclut deux sites inscrits à titre individuel sur le registre national des lieux historiques : la maison du capitaine Greenfield Pote, datant des années 1750 et constituant l'une des plusieurs anciennes maisons de la région, ainsi que la maison et la ferme Pettengill du début du XIXe siècle, qui est l'un des exemples de maison Saltbox les mieux conservés de l’État.
Le district historique de Main Street comprend sept bâtiments résidentiels bien conservés datant de la fin du XVIIIe siècle au début du XXe siècle : la maison Belcher, la maison Gould, la maison Pratt-Soule-Mitchell, la bibliothèque B. H. Bartol, la maison Estes, la maison Andrews-Brewer et l'église congrégationaliste. Enfin, figure sur le registre le bâtiment E. R. Mallett, construit en 1888 par l'architecte Francis H. Fassett dans un style italianisant.

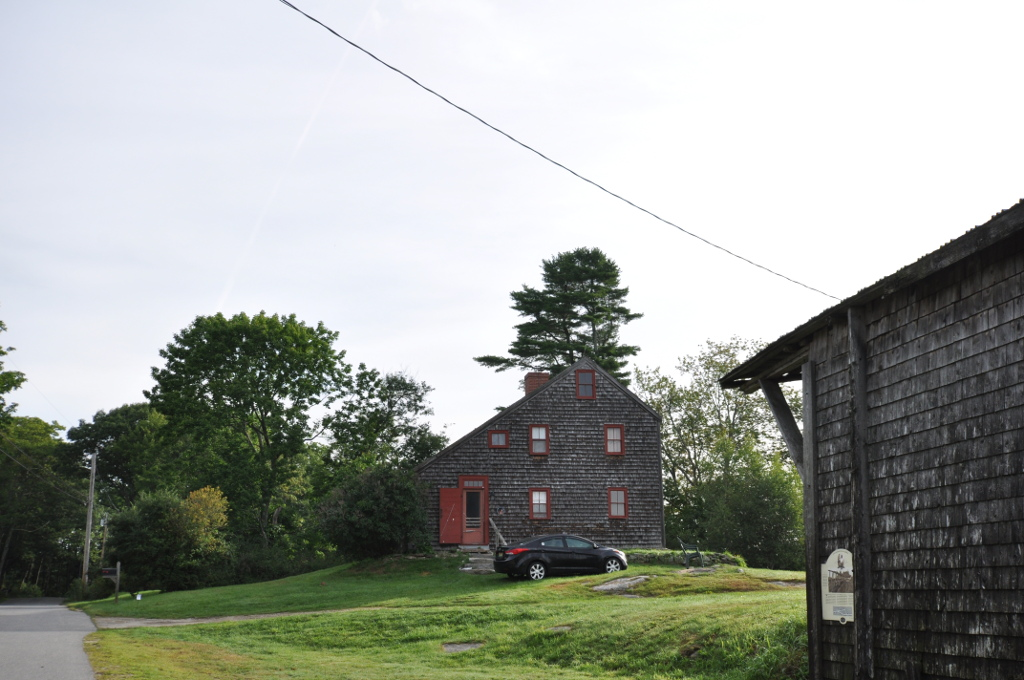
La maison du capitaine Greenfield Pote.
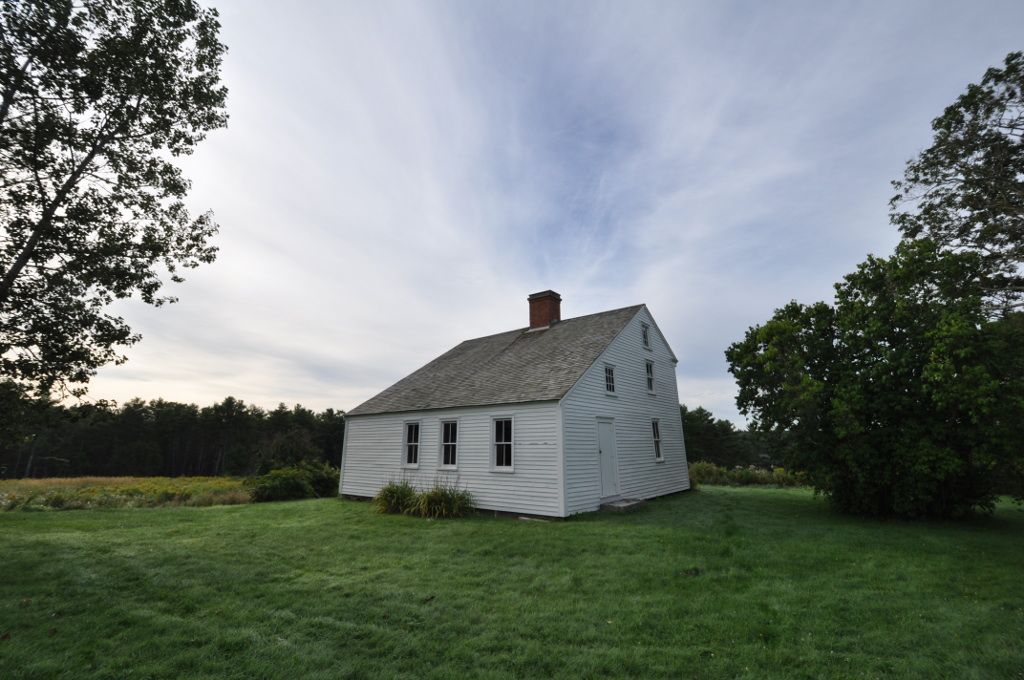
La ferme de Pettengill.
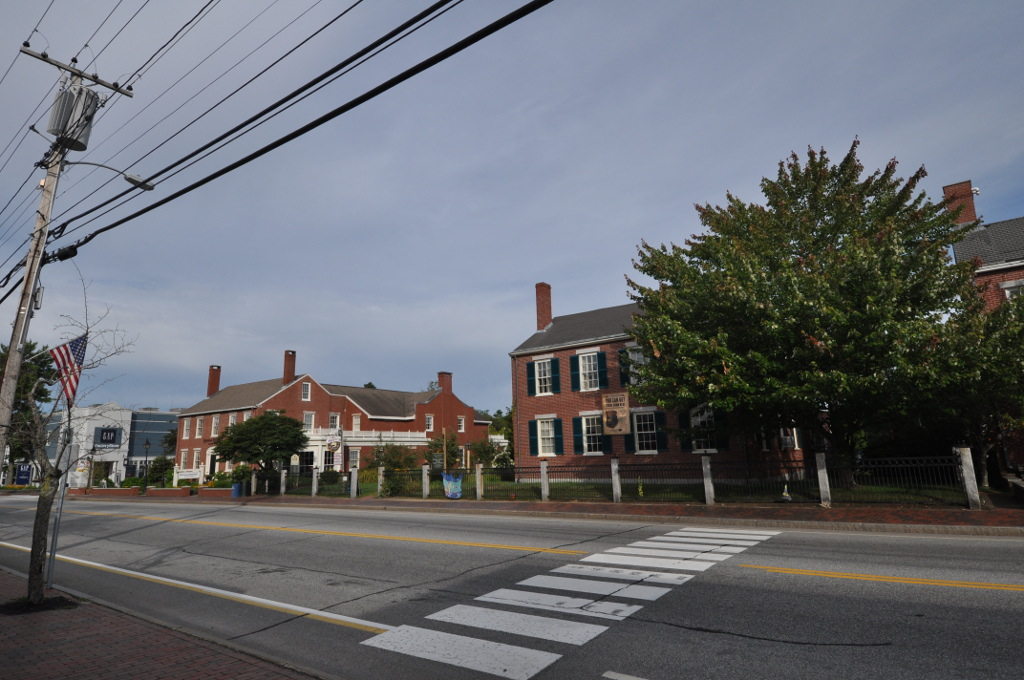
Main Street.
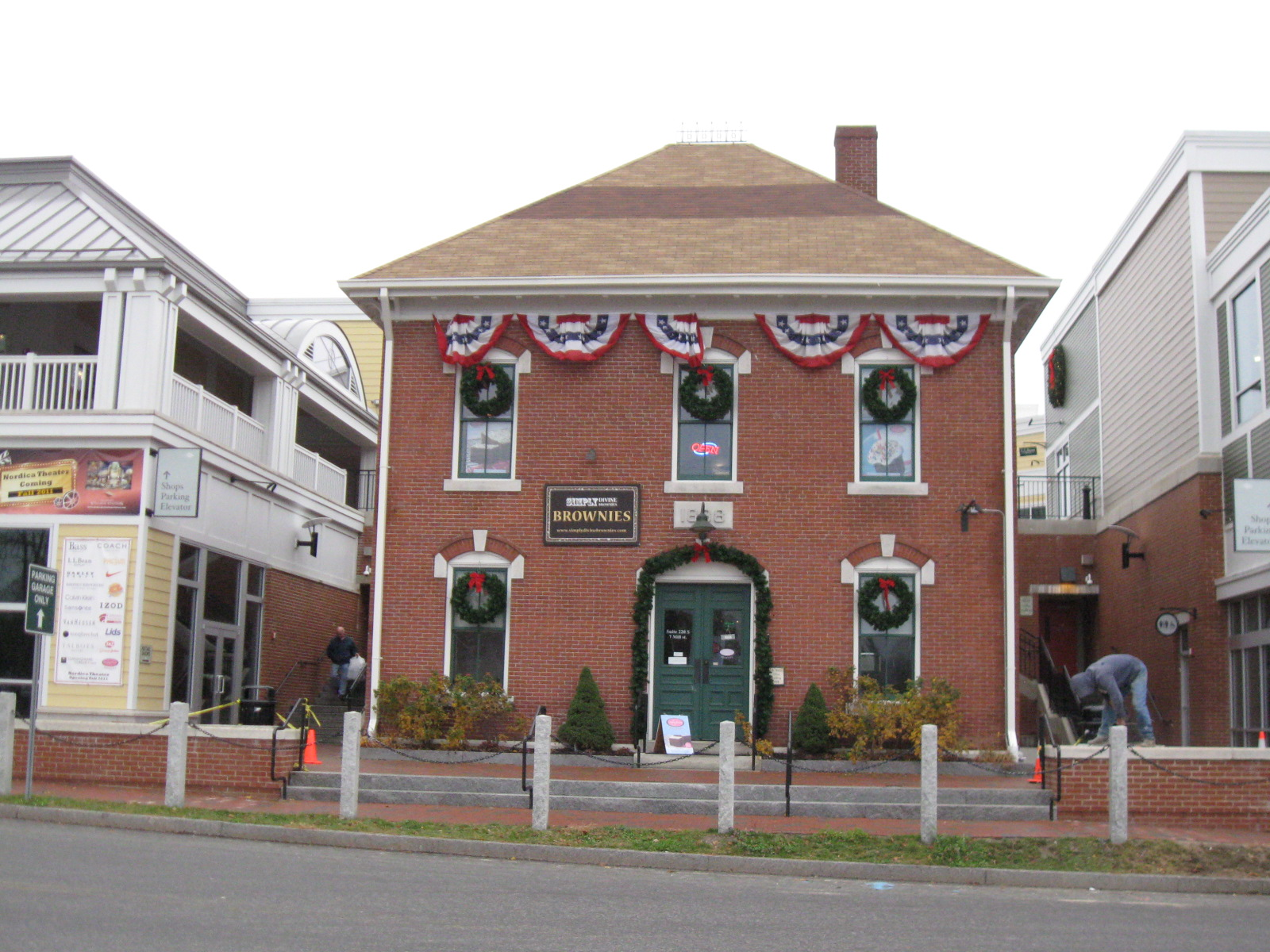
Le bâtiment E. R. Mallett.

## Démographie
Selon l'American Community Survey de 2018, la population de Freeport est très majoritairement blanche à 92 % ; elle compte une minorité de métis (5 %) et d'Asio-Américains (2 %). Environ 5 % de la population parle une autre langue que l'anglais à la maison. Son âge médian est de 48 ans, supérieur de dix ans à la moyenne nationale.
Le revenu médian par foyer, de 80 723 dollars, est supérieur à celui du Maine (55 425 dollars) et des États-Unis (60 293 dollars). Freeport connaît un taux de pauvreté relativement faible de 6,1 % contre 10,9 % dans l'État et 10,5 % à l'échelle nationale. Cela s'explique notamment par son important niveau d'éducation : 56 % de sa population adulte est diplômée d'au moins un baccalauréat universitaire contre 30,9 % dans l'État et 31,5 % dans le pays,.